# Standard Luik in het seizoen 2004/05
Dominique D'Onofrio begon ook aan het seizoen 2004/05 als hoofdcoach van Standard Luik. Zijn broer Luciano D'Onofrio, die al jaren achter de schermen de sterke man van de club was, werd voor het eerst in het organigram van de club opgenomen. Vanaf 2004 werd hij vicevoorzitter van Standard. Michel Preud'homme bleef als technisch directeur de verbindingsman tussen het bestuur en de technische staf.
Net als de voorgaande jaren was Standard ook tijdens de zomer van 2004 erg actief op de transfermarkt. Luciano D'Onofrio, die als gewezen spelersmakelaar erg vertrouwd was met het Portugese, Franse en Italiaanse voetbalmilieu, slaagde erin om de Portugese klepper Sérgio Conceição naar Sclessin te halen. Daarnaast haalde hij met Vedran Runje, Wamberto en Philippe Léonard ook drie oud-spelers terug. Ook Oguchi Onyewu, Karel Geraerts en Eric Deflandre verhuisden in 2004 naar Luik.
Maar Standard nam ook afscheid van verschillende spelers. Spits Jurgen Cavens, die door de club al enkele keren was uitgeleend, vertrok definitief naar Germinal Beerschot. Ook sterkhouders Almani Moreira, Émile Mpenza, Önder Turacı en Roberto Bisconti zochten andere oorden op. In oktober 2004 zette de club de Griekse aanvaller Alexandros Kaklamanos aan de deur nadat hij betrapt was op het gebruik van cocaïne. De dertigers Danny Boffin en Godwin Okpara kregen dan weer geen contractverlenging en besloten een punt achter hun spelerscarrière te zetten.
Standard startte aan de competitie met een gelijkspel tegen Lierse SK en een nederlaag tegen Sporting Charleroi. Hoewel de club nadien regelmatig won, kreeg het op de elfde speeldag een nieuwe opdoffer te verwerken. Standard verloor voor eigen volk met 1-4 van Club Brugge, na onder meer twee treffers van de Luikenaar Gaëtan Englebert. De topper tegen rivaal RSC Anderlecht werd wel gewonnen. Het werd 1-0 na een goal van Conceição. Standard, dat op Sclessin regelmatig met ruime cijfers won van de zogenaamd kleine clubs, kon na de winterstop enkel de topper tegen KRC Genk winnen (1-0). Een gelijkspel tegen Club Brugge (1-1) en een nederlaag tegen Anderlecht (3-2) zorgden ervoor dat de kloof met de absolute top onoverbrugbaar bleef. Standard sloot het seizoen af op een gedeelde derde plaats; waardoor het nog twee testwedstrijden tegen Genk moest spelen om het laatste Europese ticket. Standard won de heenwedstrijd overtuigend met 3-1, maar verloor vervolgens de terugwedstrijd met 3-0. Daardoor wist Standard zich in extremis niet te kwalificeren voor de UEFA Cup.
In de beker bereikte het team van trainer Dominique D'Onofrio de achtste finale. Daarin speelde Standard 1-1 gelijk tegen Charleroi. De Henegouwers wonnen de daaropvolgende strafschoppenreeks met 3-4.
In de UEFA Cup overleefde Standard de eerste ronde. Het speelde twee keer gelijk tegen het Duitse VfL Bochum (0-0, 1-1), maar mocht op basis van het aantal gescoorde uitdoelpunten naar de groepsfase. Standard begon de tweede ronde met een 2-0 nederlaag op het veld van Steaua Boekarest, maar won nadien voor eigen volk met 2-1 van Parma. Op de derde speeldag volgde een 1-1 gelijkspel tegen Beşiktaş. De Rouches maakten desondanks nog steeds kans op een plaats in de volgende ronde. De Luikenaars werden echter op Sclessin met 1-7 vernederd door het Spaanse Athletic Bilbao en eindigden zo als laatste in hun groep.

## Selectie
| Nr.           | Naam                 | Nationaliteit        | Geboortedatum | Vorige club                   |
| ------------- | -------------------- | -------------------- | ------------- | ----------------------------- |
| Keepers       |                      |                      |               |                               |
| 1             | Vedran Runje         | Kroatië              | 10-02-1976    | 2001-2004 Olympique Marseille |
| 16            | Michael Turnbull     | Australië            | 24-03-1981    | 1999-2004 Marconi Stallions   |
| 18            | Jérémy De Vriendt    | België               | 22-03-1986    | /                             |
| Verdedigers   |                      |                      |               |                               |
| 2             | Eric Deflandre       | België               | 02-08-1973    | 2000-2004 Olympique Lyon      |
| 3             | Ivica Dragutinović   | Servië en Montenegro | 13-11-1975    | 1996-2000 AA Gent             |
| 4             | Aleksandar Mutavdžić | Servië en Montenegro | 03-01-1977    | 1999-2002 Germinal Beerschot  |
| 5             | Oguchi Onyewu        | Verenigde Staten     | 13-05-1982    | 2003-2004 La Louvière         |
| 11            | Gonzague Vandooren   | België               | 19-08-1979    | 2000-2001 Lierse SK           |
| 14            | Philippe Léonard     | België               | 14-02-1974    | 2003-2004 OGC Nice            |
| 20            | Michel               | Brazilië             | 09-06-1981    | 2000-2004 Atlético Mineiro    |
| 6             | Dennis Souza         | Brazilië             | 09-01-1980    | 2003-2004 Heusden-Zolder      |
|               | Laurent Gomez        | België               | 24-10-1984    | /                             |
| Middenvelders |                      |                      |               |                               |
| 6             | Mathieu Assou-Ekotto | Frankrijk            | 08-04-1978    | 2003-2004 La Louvière         |
| 7             | Sérgio Conceição     | Portugal             | 15-11-1974    | 2004 FC Porto                 |
| 9             | Milan Rapaić         | Kroatië              | 16-08-1973    | 2003-2004 Ancona              |
| 10            | Juan Ramón Curbelo   | Uruguay              | 02-05-1979    | 2001-2003 CA Fénix            |
| 15            | Jonathan Walasiak    | België               | 23-10-1982    | /                             |
| 21            | Miljenko Mumlek      | Kroatië              | 21-11-1972    | 2000-2003 NK Varaždin         |
| 22            | Karel Geraerts       | België               | 17-06-1980    | 2004 KSC Lokeren              |
| 23            | Carlinhos            | Brazilië             | 17-06-1980    | 2003-2004 Vasco da Gama       |
| Aanvallers    |                      |                      |               |                               |
| 8             | Wamberto             | Brazilië             | 13-12-1974    | 2004 RAEC Mons                |
| 17            | Sambegou Bangoura    | Guinee               | 03-04-1982    | 2000-2003 KSC Lokeren         |
| 19            | Jari Niemi           | Finland              | 02-02-1977    | 2003-2004 RAEC Mons           |
| 25            | Mohamed Tchité       | Burundi              | 31-01-1984    | 2002 Victory Sport Mukura     |
| 27            | Cédric Roussel       | België               | 06-01-1978    | 2004 Roebin Kazan             |
| 29            | Serhiy Kovalenko     | Oekraïne             | 10-05-1984    | 2004 AS Lodigiani             |

### Technische staf
| Functie         | Naam                | Nationaliteit |
| --------------- | ------------------- | ------------- |
| Coach           | Dominique D'Onofrio | België        |
| Assistent-coach | José Riga           | België        |
| Keeperstrainer  | Christian Piot      | België        |
| Physical coach  | Guy Namurois        | België        |

## Transfers

### Zomer

#### Inkomend
- Carlinhos (Vasco da Gama)
- Eric Deflandre (Olympique Lyon)
- Dennis Souza (Roda JC)
- Karel Geraerts (Club Brugge)
- Philippe Léonard (OGC Nice)
- Michel (Atlético Mineiro)
- Jari Niemi (RAEC Mons)
- Wamberto (Ajax)
- Oguchi Onyewu (FC Metz)
- Vedran Runje (Olympique Marseille)
- Sérgio Conceição (FC Porto)
- Michael Turnbull (Marconi Stallions)
- Wamberto (RAEC Mons)
- Serhij Kovalenko (Juventus)
- Bart Vandepoel (KV Mechelen) (einde huur)
- Cedric Olondo (Seraing United) (einde huur)
- Jurgen Cavens (AA Gent) (einde huur)

#### Uitgaand
- Bart Vandepoel (Excelsior Veldwezelt)
- Cedric Olondo (KSK Ronse)
- Jinks Dimvula (KSK Ronse)
- Jurgen Cavens (Germinal Beerschot)
- Roberto Bisconti (OGC Nice)
- Émile Mpenza (Hamburger SV)
- Mohamed El Yamani (Zamalek)
- Joseph Enakarhire (Sporting Lissabon)
- Dimitri Habran (KV Oostende)
- Papy Kimoto (Sint-Truidense VV)
- Bjørn Helge Riise (FC Brussels)
- Önder Turacı (Fenerbahçe)
- Olivier Werner (RAEC Mons)
- Almani Moreira (Hamburger SV) (huur)
- Mohammed Aliyu Datti (RAEC Mons) (huur)
- Gonzalo Sorondo (Internazionale) (einde huur)
- Fabián Carini (Juventus) (einde huur)
- Godwin Okpara (einde carrière)
- Danny Boffin (einde carrière)

### Winter

#### Inkomend
- Milan Rapaić (Ancona)
- Cédric Roussel (Roebin Kazan)
- Mathieu Assou-Ekotto (La Louvière)

### Uitgaand
- Alexandros Kaklamanos (contract verbroken)[1]
- Gilles Colin (KAS Eupen)
- Jari Niemi (Sint-Truidense VV)
- Dennis Souza (RAEC Mons) (huur)

## Eerste Klasse

### Klassement
|         |    |                    | P  | W  | G  | V  | +  | -  | DS  | Ptn |
| ------- | -- | ------------------ | -- | -- | -- | -- | -- | -- | --- | --- |
| K (CL)  | 1  | Club Brugge        | 34 | 24 | 7  | 3  | 83 | 25 | +58 | 79  |
| (CL)    | 2  | Anderlecht         | 34 | 23 | 7  | 4  | 75 | 34 | +41 | 76  |
| (UEFA)  | 3  | Genk               | 34 | 21 | 7  | 6  | 59 | 37 | +22 | 70  |
|         | 4  | Standard           | 34 | 21 | 7  | 6  | 64 | 30 | +34 | 70  |
|         | 5  | Charleroi          | 34 | 19 | 7  | 8  | 47 | 34 | +13 | 64  |
|         | 6  | AA Gent            | 34 | 18 | 5  | 11 | 46 | 36 | +10 | 59  |
|         | 7  | La Louvière        | 34 | 12 | 8  | 14 | 43 | 43 | +0  | 44  |
|         | 8  | Lokeren            | 34 | 11 | 11 | 12 | 36 | 38 | −2  | 44  |
| (beker) | 9  | Germinal Beerschot | 34 | 12 | 6  | 16 | 36 | 45 | −9  | 42  |
|         | 10 | Lierse             | 34 | 12 | 5  | 17 | 57 | 60 | −3  | 41  |
|         | 11 | Cercle Brugge      | 34 | 12 | 5  | 17 | 45 | 74 | −29 | 41  |
|         | 12 | Westerlo           | 34 | 11 | 6  | 17 | 34 | 54 | −20 | 39  |
|         | 13 | Moeskroen          | 34 | 10 | 6  | 18 | 40 | 43 | −3  | 36  |
|         | 14 | Sint-Truiden       | 34 | 10 | 6  | 18 | 40 | 58 | −18 | 36  |
|         | 15 | Brussels           | 34 | 10 | 3  | 21 | 32 | 60 | −28 | 33  |
|         | 16 | Beveren            | 34 | 8  | 8  | 18 | 43 | 59 | −16 | 32  |
| D       | 17 | Oostende           | 34 | 6  | 9  | 19 | 31 | 62 | −31 | 27  |
| D       | 18 | Mons               | 34 | 7  | 5  | 22 | 39 | 58 | −19 | 26  |

P: wedstrijden gespeeld, W: wedstrijden gewonnen, G: gelijke spelen, V: wedstrijden verloren, +: gescoorde doelpunten, -: doelpunten tegen, DS: doelsaldo, Ptn: totaal punten
K: kampioen, D: degradeert, (beker): bekerwinnaar, (CL): geplaatst voor Champions League, (UEFA): geplaatst voor UEFA-beker

## Afbeeldingen

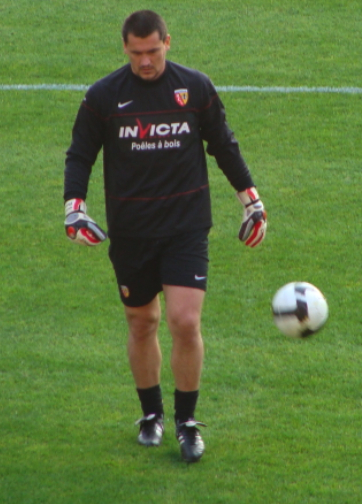
Vedran Runje (verdediger)
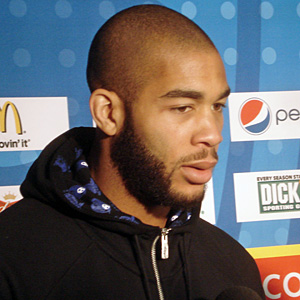
Oguchi Onyewu (verdediger)
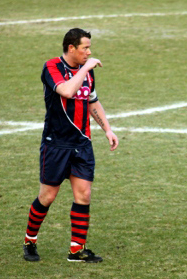
Eric Deflandre (verdediger)
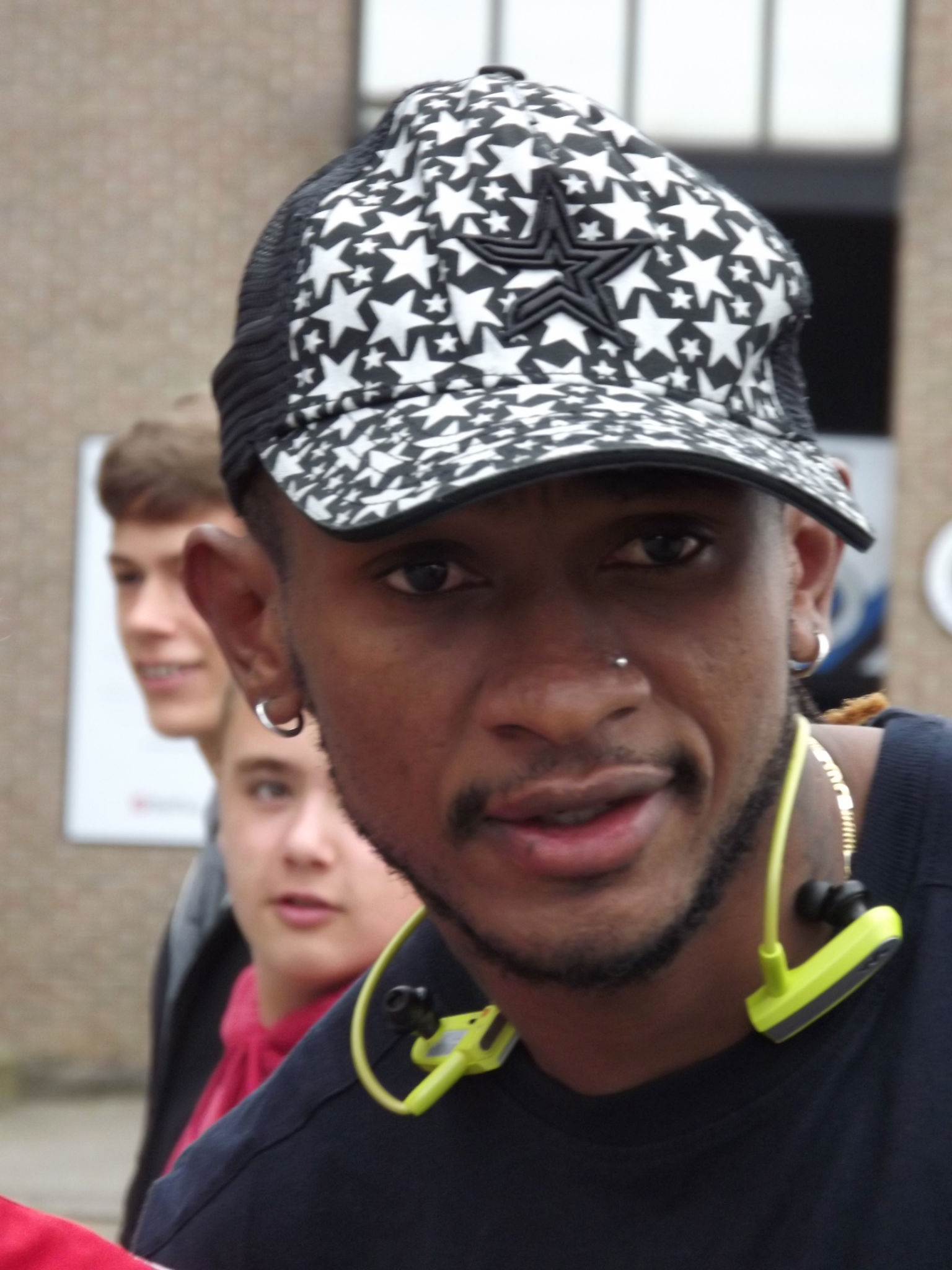
Mohamed Tchité (aanvaller)